# Jajpurattus incertus
Jajpurattus incertus là một loài nhện trong họ Salticidae. Loài này được phát hiện ở Ấn Độ.